# Ceratinia cayana
Espèce
Ceratinia cayana est une espèce d'insectes lépidoptères de la famille des Nymphalidae, de la sous-famille des Danainae et du genre Ceratinia.

## Dénomination
Ceratinia cayana a été décrit par Osbert Salvin en 1869 sous le nom initial d’Ithomia cayana.

### Sous-espèces
- Ceratinia cayana cayana ; présent au Surinam, au Guyana et en Guyane.
- Ceratinia cayana giparanaensis d'Almeida, 1964 ; présent au Brésil[1].

## Description
Ceratinia cayana est un papillon aux ailes à apex arrondi avec les ailes antérieures bien plus longues que les ailes postérieures. Les ailes antérieures ont une partie basale orange et le reste de l'aile marron ornée d'une bande jaune dentelée formée de taches ovales. Les ailes postérieures sont orange avec une marge marron et une bande marron qui lui est parallèle.
Le revers est semblable.

## Écologie et distribution
Ceratinia cayana est présent au Brésil, au Surinam, au Guyana et en Guyane.

### Protection
Pas de statut de protection particulier.